# Почётный гражданин Республики Карелия
Почётный гражданин Респу́блики Каре́лия — форма поощрения граждан за особые заслуги и большой личный вклад в научное, культурное и социально-экономическое развитие Республики Карелия, высокое профессиональное мастерство.
Звание установлено Постановлением Председателя Правительства Республики Карелия от 21 мая 1999 года № 270 «О лучшем человеке — почётном гражданине Республики Карелия».

## Порядок присвоения звания
Звание присваивается ежегодно ко Дню Республики Карелия (8 июня).
С ходатайствами о присвоении звания могут выступать:
1. трудовые коллективы,
2. армейские коллективы,
3. общественные объединения,
4. Законодательное Собрание Республики Карелия,
5. Администрация Главы Республики Карелия,
6. объединения организаций профсоюзов в Республике Карелия,
7. органы местного самоуправления.

В ходатайстве о присвоении звания должны быть указаны:
1. степень заслуг и достижений гражданина,
2. вклад гражданина в культурное, научное и социально-экономическое развитие Республики Карелия.

Ходатайства представляются в срок до 1 июня и рассматриваются комиссией.
При оформлении ходатайства должны учитываться следующие условия:
1. проживание гражданина в Республике Карелия не менее 15 лет,
2. государственная, политическая, общественная, научная, творческая и трудовая деятельность гражданина получившая всероссийское или республиканское признание.

Ходатайства могут быть представлены на граждан Российской Федерации, других государств, имеющих заслуги перед Республикой Карелия.

## Памятный нагрудный знак
Знак не имеет конкретного авторства, является плодом коллективного творчества.
Описание Памятного нагрудного знака утверждено 5 июня 2006 года.
Знак «Почётный гражданин Карелии» выполнен на основе элементов государственной символики Республики Карелия. Знак представляет собой выпуклую восьмиконечную звезду — элемент герба Республики Карелия. Расстояние между противоположными лучами 42 мм. По контуру звезда окаймлена золотистым ободком. Лучи звезды покрыты силикатной эмалью зелёного цвета. В центре звезды расположен овальный медальон с профильной фигурой стоящего медведя. Фигура медведя по контуру залита эмалью синего цвета. Медальон обрамлен ободком красного цвета с надписью: «Почётный гражданин Карелии». Надпись и фигура медведя золотистого цвета. 
На оборотной стороне проставляется порядковый номер. 
Знак при помощи карабинного крепления крепится к одежде. 
Знак изготавливается из серебряного сплава с золочением.
Знак изготавливается на Московском монетном дворе.

## Список Почётных граждан Республики Карелия
1999 год
- Андерсон Галина Александровна — Заслуженный учитель школы Карельской АССР, Заслуженный учитель школы РСФСР, Народный учитель Республики Карелия
- Гоголев Кронид Александрович — Народный художник России, Лауреат Государственной премии России, Заслуженный работник культуры РСФСР и КАССР
- Дзюбенко Александр Михайлович — заслуженный работник сельского хозяйства Карельской АССР
- Живых Людмила Филипповна — Заслуженная артистка Карельской АССР и РСФСР, Народная артистка Карельской АССР и РСФСР
- Карху Эйно Генрихович — учёный-филолог, литературовед, Заслуженный деятель науки РСФСР
- Кочетов Андрей Алексеевич — Председатель Совета министров Карельской АССР (1967—1984)
- Кузнецова Анна Фёдоровна — строитель, полный кавалер ордена Трудовой Славы
- Лазутина Лариса Евгеньевна — заслуженный мастер спорта СССР, пятикратная олимпийская чемпионка и десятикратная чемпионка мира, Герой Российской Федерации
- Самсонов Виктор Александрович — учёный-патологоанатом, Заслуженный деятель науки РСФСР
- Селищев Василий Иванович — вальщик леса, Герой Социалистического Труда
- Сенькин Иван Ильич — Первый секретарь Карельского областного комитета КПСС (1958—1984)
- Федермессер Виталий Александрович — генеральный директор ОАО «Кондопога»

2000 год
- Анисимов Сергей Николаевич — тракторист, заслуженный механизатор Карельской АССР
- Катанандов Леонид Дмитриевич — Заслуженный строитель РФ
- Леккерев Александр Михайлович — Заслуженный работник сельского хозяйства Республики Карелия
- Переляйнен Хильма Андреевна — врач-терапевт, Заслуженный врач Карельской АССР
- Сепсяков Павел Васильевич — председатель исполкома Петрозаводского горсовета (1969—1982)
- Трофимов Фёдор Алексеевич — писатель, Заслуженный работник культуры РСФСР

2001 год
- Дубровский Алексей Орестович — Заслуженный агроном РСФСР, Герой Социалистического Труда

2002 год
- Мальми Виола Генриховна — хореограф, балетмейстер, заслуженный работник культуры РСФСР и Карельской АССР

2003 год
- Ткачук Иван Иванович — Заслуженный работник сельского хозяйства Российской Федерации

2004 год
- Симакин Василий Григорьевич — Заслуженный учитель школы Карельской АССР

2005 год
- Апушкин Николай Иванович — председатель Комитета ветеранов войны Республики Карелия
- Барсуков Василий Егорович — председатель Совета ветеранов органов внутренних дел Республики Карелия

2006 год
- Алексий II — Патриарх Московский и всея Руси
- Нургалиев Рашид Гумарович — Министр внутренних дел Российской Федерации
- Патрушев Николай Платонович — директор Федеральной службы безопасности Российской Федерации
- Проничев Владимир Егорович — первый заместитель директора Федеральной службы безопасности Российской Федерации — руководитель Пограничной службы ФСБ России

2007 год
- Кица Лениан Петрович — в прошлом первый заместитель Председателя Совета Министров Карельской АССР и Председатель Госплана КАССР
- Мануил (Павлов Виталий Владимирович) — Архиепископ Петрозаводский и Карельский
- Хотеева Валентина Фёдоровна — в прошлом секретарь Президиума Верховного Совета Карельской АССР.

2008 год
- Мяукин Виктор Петрович — министр внутренних дел Карельской АССР (1972—1986)
- Панкратий (Жердев Владислав Петрович) — Епископ Троицкий, викарий Московской епархии, наместник Спасо-Преображенского Валаамского монастыря

2009 год
- Колкер Александр Наумович — Заслуженный деятель искусств РСФСР, композитор[2]
- Мечев Мюд Мариевич — Действительный член Российской академии художеств, народный художник Российской Федерации

2010 год
- Евтушенко Евгений Александрович — российский поэт
- Карельский Фёдор Иванович — ветеран Великой Отечественной войны
- Рузанова Наталья Сократовна — Почётный работник высшего профессионального образования РФ
- Рыбаков Виктор Иванович — Заслуженный энергетик РФ
- Сиуруайнен, Эйно[фин.] — губернатор губернии Оулу (Финляндия)
- Шкипин Николай Карпович — ветеран Великой Отечественной войны
- Юфа Тамара Григорьевна — Заслуженный художник РФ, народный художник Карелии

2011 год
- Вавилов Геннадий Алексеевич — российский композитор

2012 год
- Григович Игорь Николаевич — детский хирург, профессор, Заслуженный врач РФ

2013 год
- Разумов Николай Александрович — мастер спорта СССР международного класса, чемпион СССР (1969), шестикратный чемпион РСФСР по боксу[3].

2014 год
- Степанов Виктор Николаевич — государственный деятель, Председатель Правительства Республики Карелия с 1994 по 1998 год.[4]

2015 год
- Баранова Людмила Васильевна — заслуженный врач Карельской АССР, заслуженный врач России.[5]

2016 год
- Разбивная Галина Анатольевна — ветеран труда, Заслуженный учитель Карельской АССР.
- Репников Василий Петрович — ветеран Великой Отечественной войны.

2017 год
- Туманов Вадим Иванович — заслуженный работник строительного комплекса Республики Карелия.[7]

2018 год
- Макаров Николай Иванович — генеральный директор АО «Карелстроймеханизация»[8].
- Маркелов Вадим Евгеньевич — директор компании по производству спортинвентаря «MB Barbell».

2019 год
- Пекарчик Надежда Васильевна — заслуженный учитель Российской Федерации
- Федоренко Николай Владимирович — заслуженный работник рыбного хозяйства Республики Карелия

2020 год
- Катанандов Сергей Леонидович — Глава Республики Карелия в 2002—2010 годах
- Жеребцова Антонина Викторовна — генеральный директор ОАО Племенное хозяйство «Ильинское»

2021 год
- Васильев Виктор Николаевич — заслуженный работник высшей школы РФ.
- Зильбер Анатолий Петрович — народный и заслуженный врач Республики Карелия.
- Орфинский Вячеслав Петрович — заслуженный деятель науки Республики Карелия.

2022 год
- Горбань Юрий Иванович — председатель Совета директоров ООО "Инженерный центр «ЭФЭР».
- Сафронов Александр Владимирович — директор компании «Российские Коммунальные Системы-Петрозаводск».

2023 год
- Воробьёв Максим Александрович — генеральный директор АО «Карельский окатыш».
- Воскобойников Евгений Максович — генеральный директор АО "Строительная компания «Век».
- Майзус Владимир Борисович — директор Онежского судостроительно-судоремонтного завода.
- Панов Константин Степанович — ветеран Великой Отечественной войны.

2024 год
- Свидерская Любовь Ивановна — многодетная мать, воспитавшая одиннадцать детей.
- Лейтис Игорь Михайлович — президент Холдинговой компании «Адамант», заслуженный строитель Российской Федерации.